# União das Freguesias de Vila e Roussas
Die União das Freguesias de Vila e Roussas ist eine portugiesische Gemeinde (Freguesia) im Kreis (Concelho) Melgaço im Nordwesten Portugals.

## Geschichte
Die Gemeinde entstand im Zuge der Gebietsreform vom 29. September 2013 durch die Zusammenlegung der ehemaligen Gemeinden Vila und Roussas. Vila wurde Sitz der neuen Verwaltung.

## Demographie
| Freguesia | Freguesia      | Freguesia | Freguesia       | ehemalige Freguesias | ehemalige Freguesias | ehemalige Freguesias | ehemalige Freguesias |
| --------- | -------------- | --------- | --------------- | -------------------- | -------------------- | -------------------- | -------------------- |
| Wappen    | Freguesia      | Einwohner | Fläche in (km²) | Wappen               | Freguesia            | Einwohner            | Fläche in (km²)      |
|           | Vila e Roussas | 2300      | 11,51           |                      | Vila                 | 1558                 | 1,87                 |
|           | Vila e Roussas | 2300      | 11,51           | Roussas              | 1099                 | 9,65                 |                      |